# Xylofagou
Xylofagou (griechisch Ξυλοφάγου, türkisch Silofagu) ist ein Ort im Bezirk Larnaka in Zypern. Im Jahr 2021 hatte der Ort 6625 Einwohner.

## Geographie

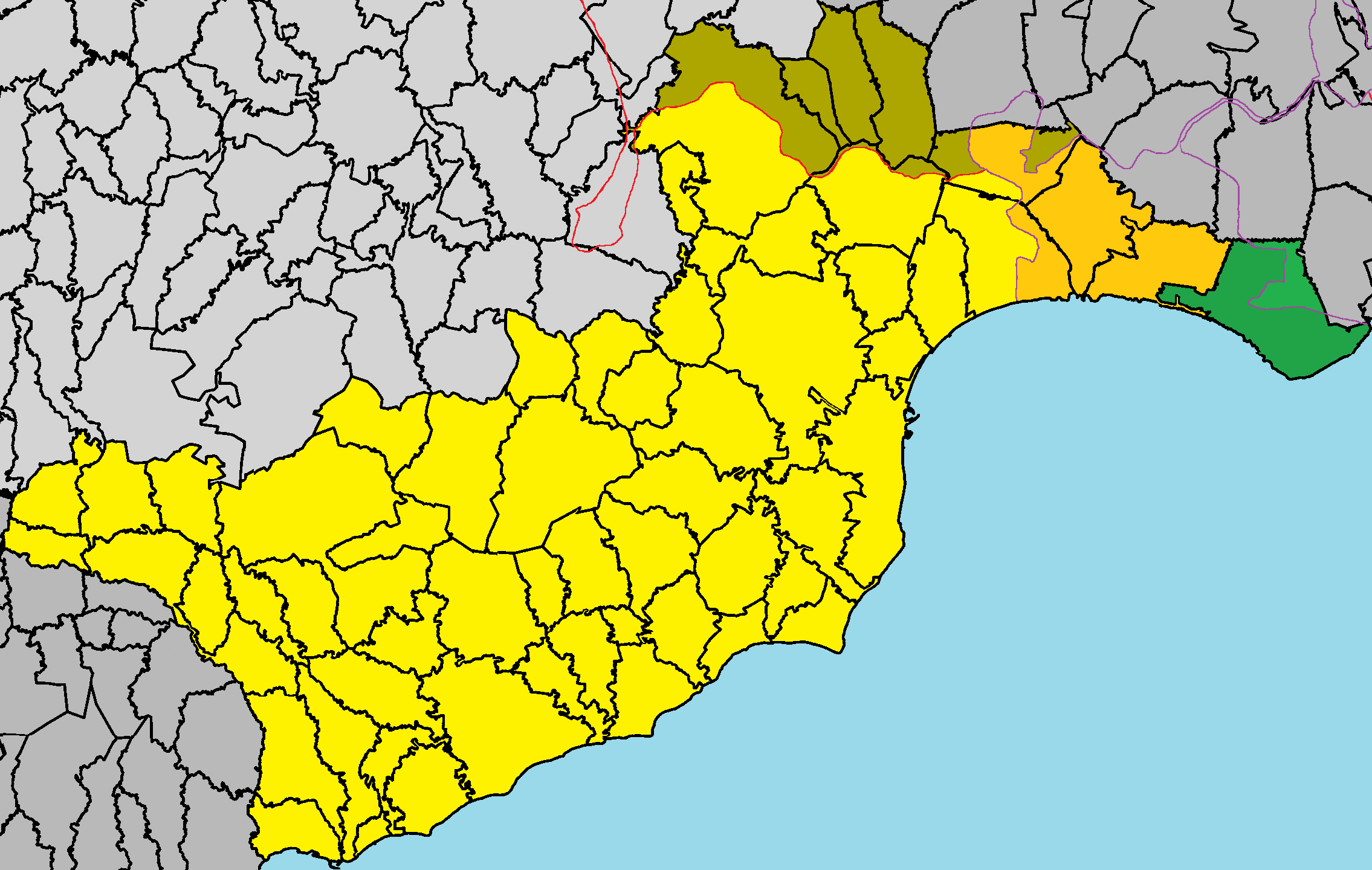
Lage der Gemeinde im Bezirk Larnaka

Der Ort liegt im Südosten der Insel Zypern auf ungefähr 53 m Höhe an der Grenze zur britischen Militärbasis Dhekelia und zum zyprischen Bezirk Famagusta. Im Westen grenzt etwa 2 Kilometer vom Ortskern entfernt die Bucht von Larnaka an. Orte in der Umgebung sind Agia Napa und Liopetri im Osten, Avgorou im Norden und Ormideia als zyprische Enklave im Militärgebiet im Westen.

## Verkehr
Xylofagou liegt an der A3 von der Hafenstadt Larnaka mit dem Flughafen Larnaka nach Agia Napa. Die Hauptstraße B3 (ebenfalls von Larnaka kommend) verläuft durch den Ort und endet kurz darauf an der Autobahn. Damit ist vor allem in den Westen Zyperns eine gute Verkehrsanbindung gegeben.